# Klaus Wischniewski
Klaus „Bobby“ Wischniewski (* 8. Dezember 1954) ist ein ehemaliger deutscher Fußballspieler.

## Karriere
Wischniewskis Profikarriere startete beim VfL Bochum in der Bundesliga. In der Saison 1978/79 debütierte er unter Trainer Heinz Höher am 2. Spieltag, als er in der 67. Minute bei der 2:1-Auswärtsniederlage gegen den 1. FC Köln eingewechselt wurde. Von seinen zwölf Einsätzen für den VfL bestritt er einen über 90 Minuten, in den übrigen Spielen wurde er jeweils eingewechselt. Nach der Saison verließ er Bochum und wechselte zum DSC Wanne-Eickel. Der DSC war in der Vorsaison in die 2. Bundesliga aufgestiegen. In den beiden folgenden Jahren gehörte Wischniewski zum Stammpersonal. Der DSC Wanne-Eickel gab die bereits erhaltene Lizenz für die Saison 1980/81 freiwillig zurück und spielte fortan in der Oberliga Westfalen. Wischniewski wechselte zu Rot-Weiß Lüdenscheid und spielte er weiteres Jahr Zweitligafußball. Doch auch Lüdenscheid stieg in die Oberliga ab, in der Wischniewski mit Lüdenscheid bis 1984 spielte.
Klaus Wischniewski bestritt insgesamt 109 Zweitligaspiele und erzielte acht Tore.